# Holoparamecus singularis
Holoparamecus singularis är en skalbaggsart som beskrevs av Beck 1917. Holoparamecus singularis ingår i släktet Holoparamecus och familjen svampbaggar. Inga underarter finns listade i Catalogue of Life.